# Неупокоева, Ирина Григорьевна
Ири́на Григо́рьевна Неупоко́ева — советский литературовед, председатель Учёного совета ИМЛИ (с 1957 года).

## Биография
Дочь большевика Григория Гринько, впоследствии наркома финансов СССР, репрессированного в 1937 году. По воспоминаниям знакомых, его дочь, бывшая в то время студенткой МИФЛИ, на институтском митинге голосовала вместе со всеми за смертную казнь Гринько.  Окончила литературный факультет МИФЛИ в 1939 году, по распределению уехала работать учителем в сельской школе. После войны преподавала в Вильнюсском университете. В 1956 году защитила докторскую диссертацию на тему «Творчество П. Б. Шелли. К вопросу об эстетических принципах революционного романтизма». Затем перебралась в ИМЛИ. С 1957 года — член КПСС. Руководила научно-организационной подготовкой многотомного издания «История всемирной литературы»
Муж — историк Валентин Иванович Неупокоев.
После смерти Неупокоевой в семье произошла громкая криминальная драма, о которой был напечатан большой очерк в «Литературной газете»: её сын убил любовницу отца, аспирантку.

## Сочинения
- Революционный романтизм Шелли, М., 1959
- Проблемы взаимодействия современных литератур, М., 1963
- Революционно-романтическая поэма 1-й пол. XIX в. Опыт типологии жанра, М., 1971
- Общие черты европейского романтизма и своеобразие его национальных путей // Европейский романтизм, М., 1973
- История всемирной литературы. Проблемы системного и сравнительного анализа, М., 1976.